# Burg Landeck (Baden)
Die Burg Landeck, auch Schadelandeck genannt, ist die Ruine einer Spornburg bei 285 m ü. NN auf einem Kalksteinfelsen im gleichnamigen Dorf Landeck, einem Ortsteil von Teningen, nördlich der Stadt Emmendingen im Landkreis Emmendingen in Baden-Württemberg. Die Ruine gehört zu den wenigen gut erhaltenen Ruinen des Breisgaus.

## Geschichte
Die Entstehungszeit von Ober- und Unterburg ist auf um 1269 zu datieren. 1260 wird „Dietrich, der Vogt von Landecke“, ein Gefolgsmann der Herren von Geroldseck, urkundlich erwähnt. Im Jahr 1277 kommt die Burg in den gemeinsamen Besitz der Brüder Heinrich und Walther von Geroldseck. 1298 wird sie von Graf Egino II. von Freiburg und den Freiburger Bürgern belagert, 1300 kommt sie von Heinrich von Geroldseck über den Johanniterorden an den Freiburger Bürger Johann Snewlin. Bei der Burg liegt ein „Städtlein“, das vor 1400 wieder eingeht. 1315 wird erstmals die Burgkapelle St. Katharina durch den Mitinhaber Heinrich von Rappoltstein erwähnt. 1354 nennt sich Konrad Snewlin erstmals „Schnewlin von Landeck“, ab 1394 bewohnt Hanmann Snewlin von Landeck mit seinem Vetter Heinrich von Wiesneck die Burg. Snewelin verpfändet diesem im selben Jahr die halbe Burg, und zwar die „niedern Burg“ einschließlich Ziegenstall, Backhaus und dem Keller unter der Kapelle. 1428 teilen die drei Söhne Hanmanns die Burg. 1490 prozessierten Anthony und Bastian Snewlin von Landeck um die Teilung der Burg, acht Jahre später muss die verschuldete Familie Landeck von Markgraf Christoph von Baden zum Lehen nehmen. 1511 verkauft Bastian Snewlin von Landeck die Hälfte der Burg an seinen Lehensherrn, den Markgrafen von Baden. 
1525 wird die Burg von aufständischen Bauern zerstört und nicht wieder aufgebaut, Markgraf Ernst von Baden kauft 1538 den Rest der Burgstelle mit dem Dorf Köndringen.

## Beschreibung

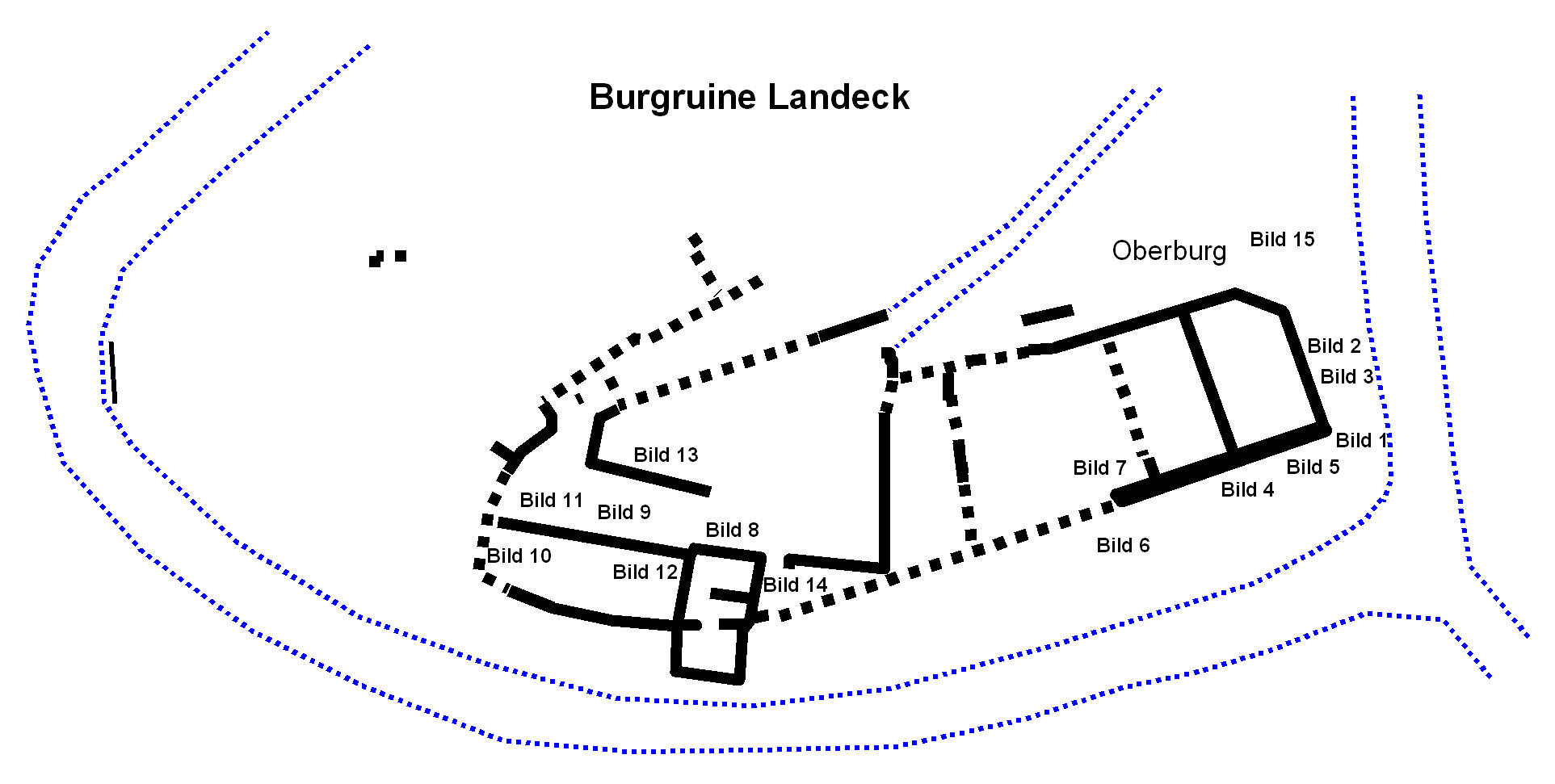
Grundriss der Burg Landeck. Die Bildnummern in der Skizze verweisen auf die entsprechenden Fotos im Abschnitt „Fotos“.

Die Burganlage war in eine Ober- und eine Unterburg aufgeteilt. Die Oberburg stellt sich als etwa längsrechteckige Anlage dar, die an allen Seiten von einer Ringmauer umfasst wird. Das Hauptgebäude der Oberburg ist ein hoher, turmartiger Palas, dem repräsentativsten Teil der Burg. Er besaß vier Stockwerke mit drei Kaminen und reicher Befensterung vor allem an der Nordseite, seiner Schauseite (Bild 2 und 7).
Drei Seiten des Palas werden von der Ringmauer gebildet, die Südseite zeigt zum ehemaligen Burghof. Zur Unteren Burg wird die Obere durch einen heute nur noch seichten Abschnittsgraben abgetrennt.
Auch die etwa dreiecksförmige Unterburg wird von einem breitgelagerten Palas (20 × 10 Meter) mit spätromanischen und frühgotischen Doppelfenstern dominiert (Bild 13). An seine nordöstliche Schmalseite ist eine leicht aus der Mauerflucht vorspringende Burgkapelle mit gotischem Chorbogen, Fenstern mit einem Kreuzrippengewölbe und Konsolfiguren angebaut (Bild 8).
Unmittelbar westlich der beiden Burgteile weisen Reste von Mauerwerk auf eine vermutliche Vorburg hin.

## Fotos

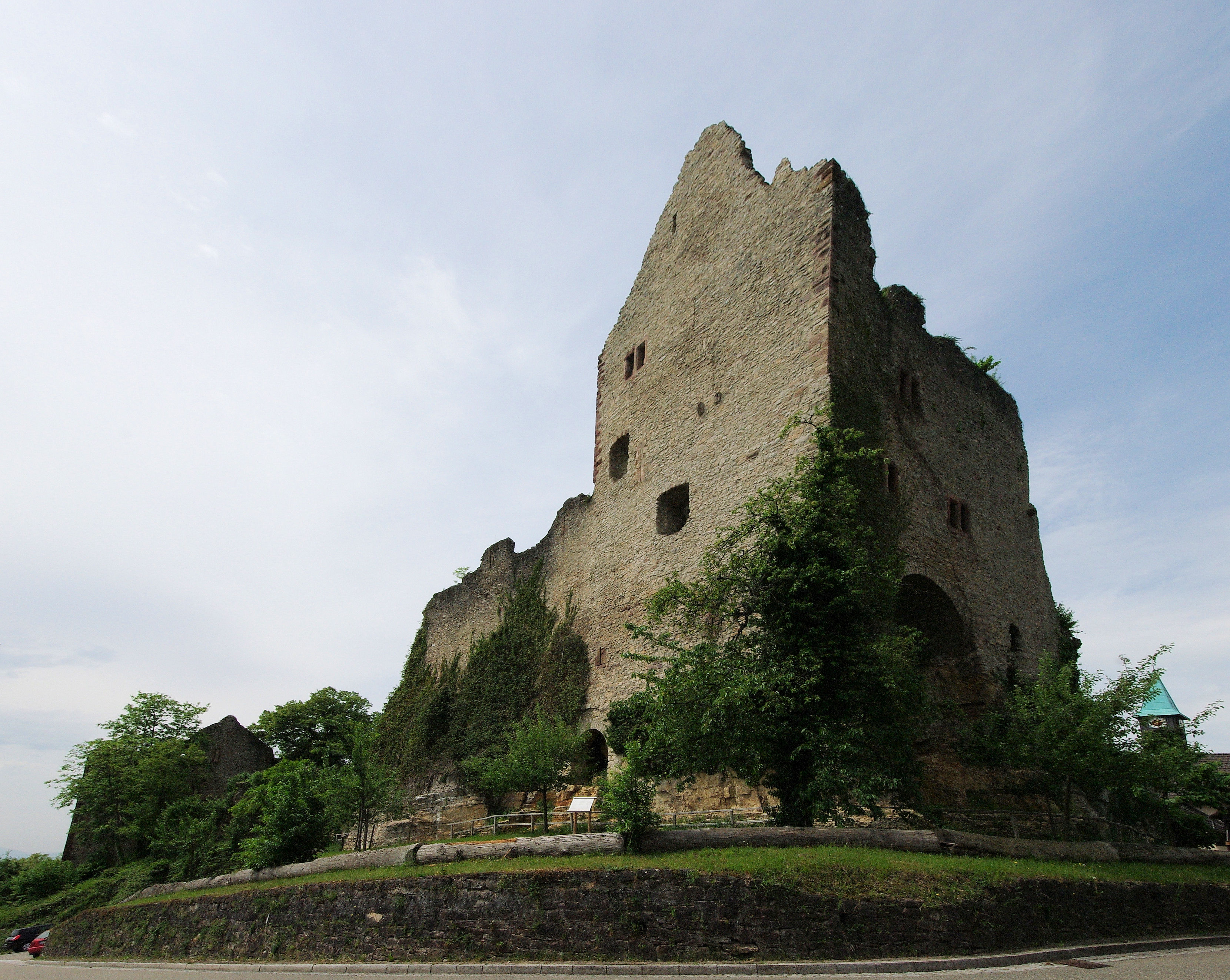
Bild 1: Blick auf die Nordseite und die östliche Giebelseite des Palas der Oberburg. An die Giebelseite des Hauptgebäudes schließt sich die hohe Ringmauer an, links im Hintergrund die Burgkapelle der Unterburg.
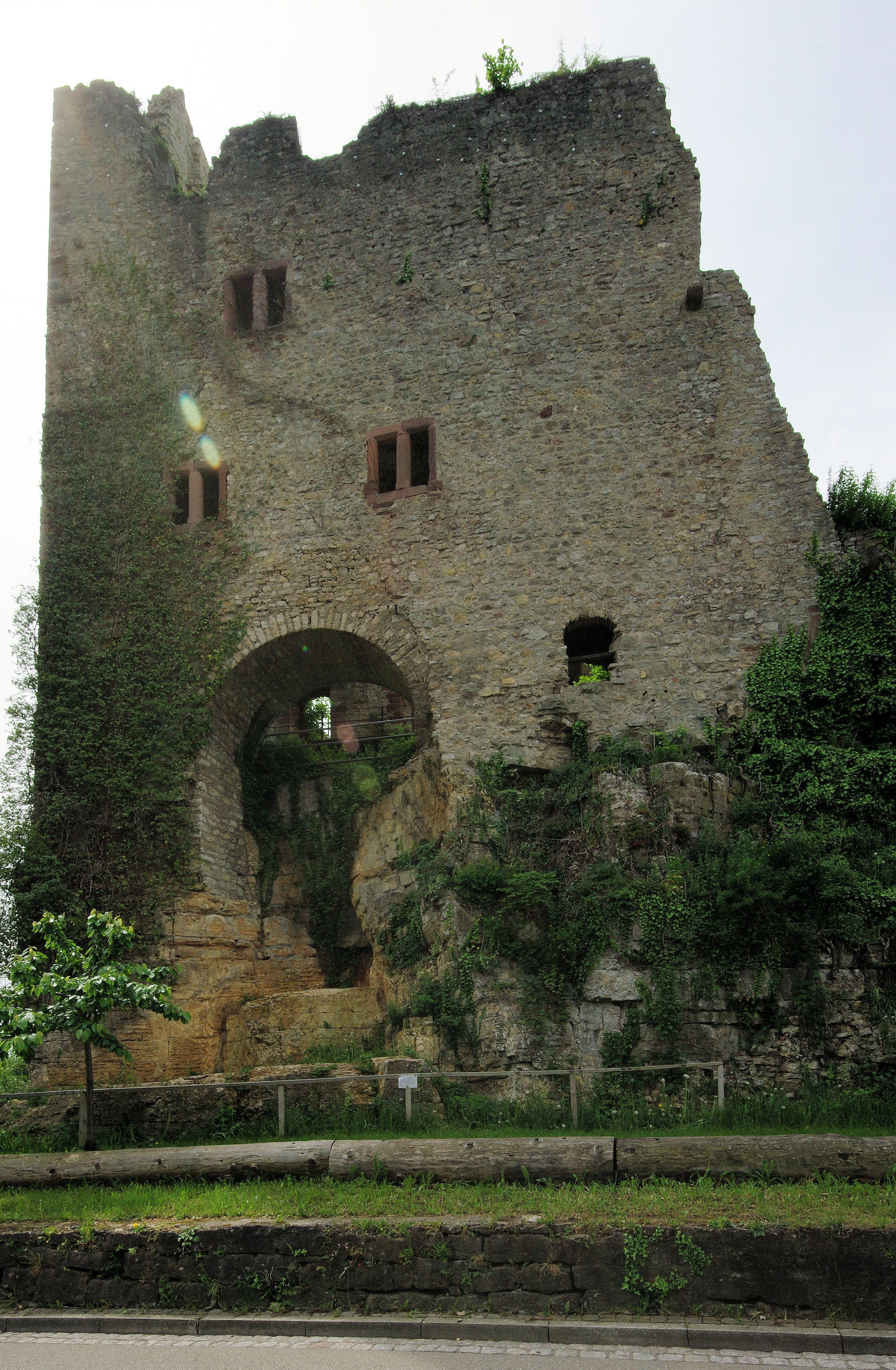
Bild 2: Die Nordseite, die Schauseite des Palas der Oberburg, mit großem Entlastungsbogen über einer Felskluft
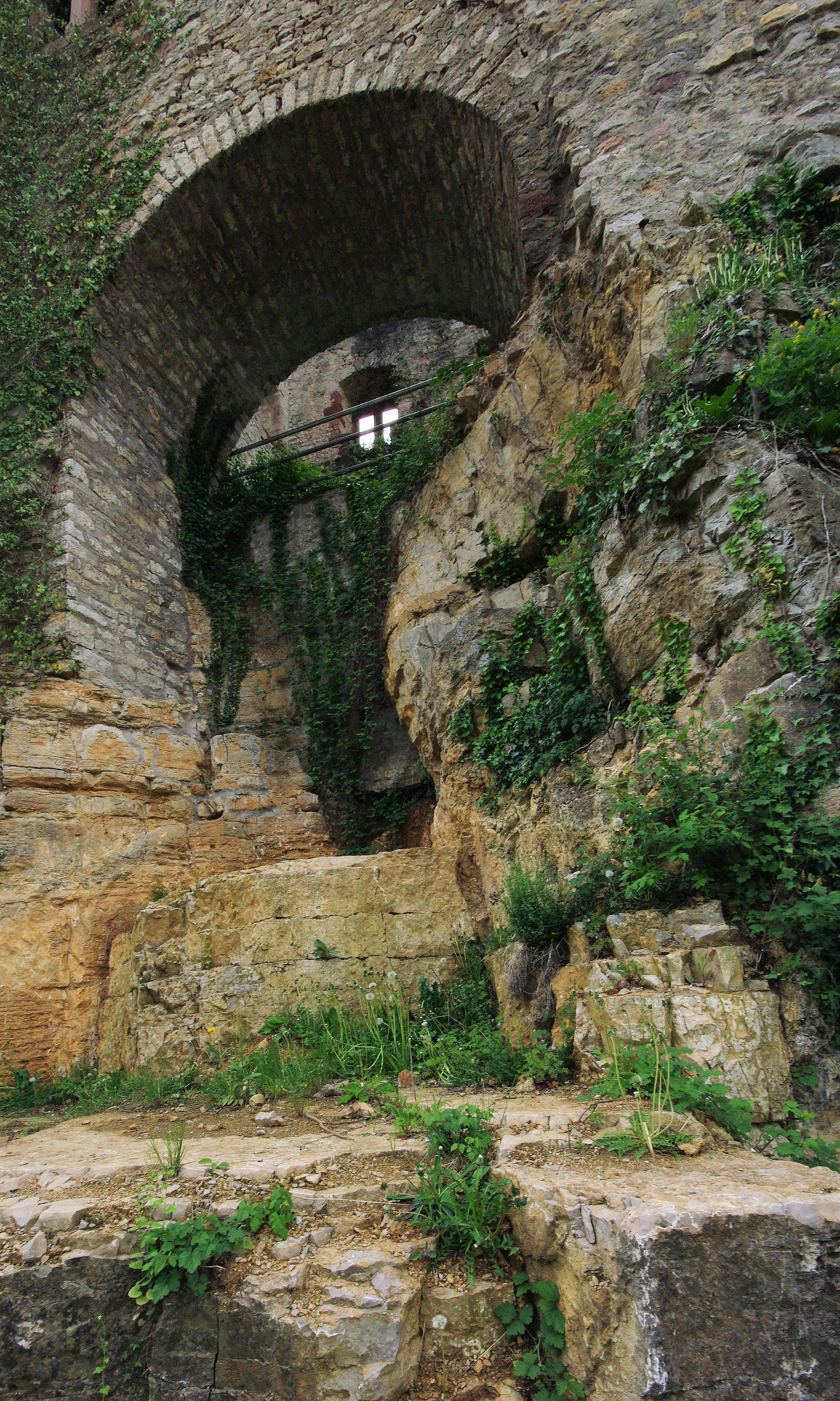
Bild 3: Aufbau der Burg auf gewachsenem Felsen an der Nordseite mit Großaufnahme des Entlastungsbogens
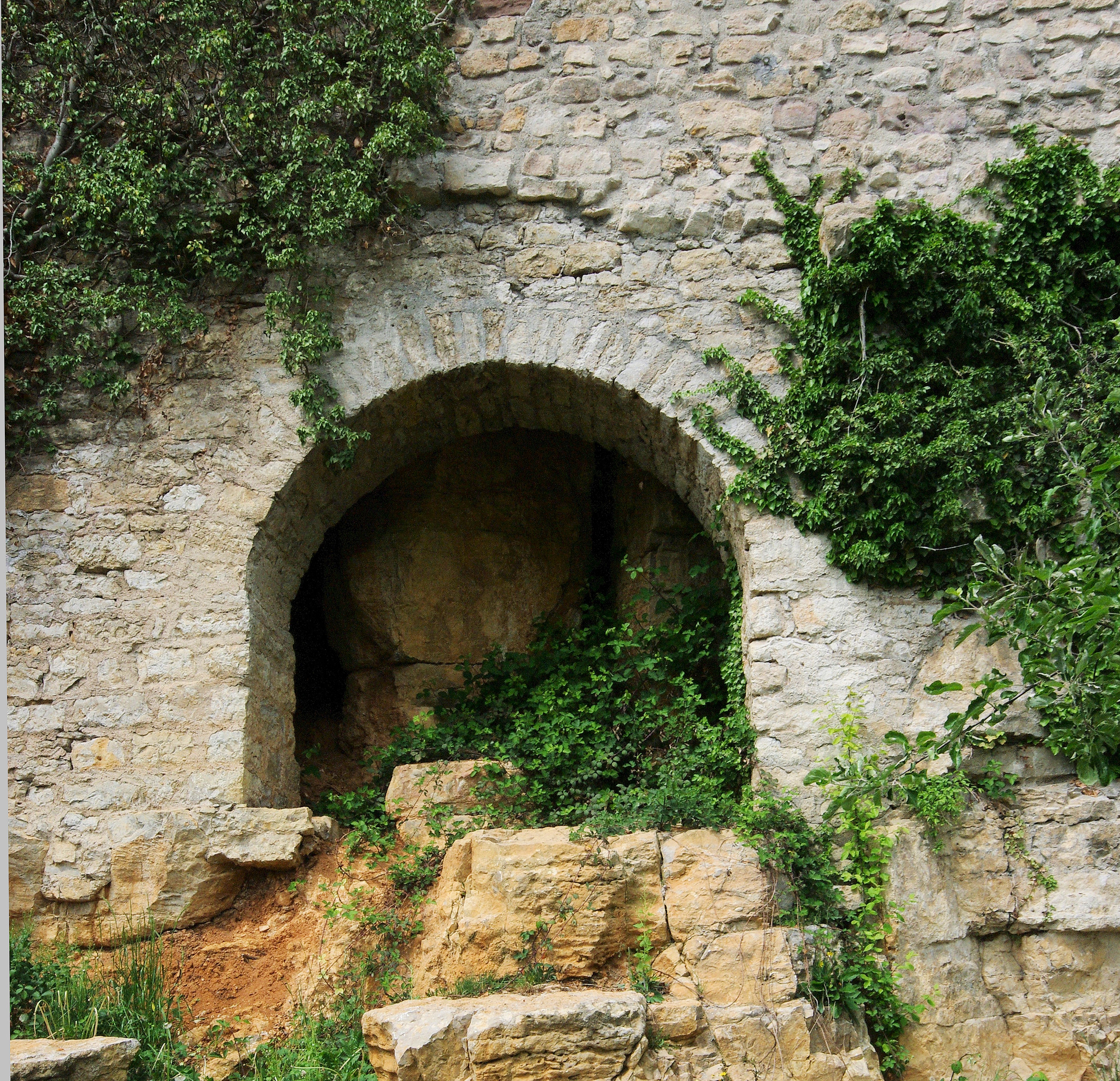
Bild 4: Überbrückung und Stabilisierung eines Risses im Grundgestein durch einen weiteren Entlastungsbogen an der östlichen Giebelseite des Palas der Oberburg
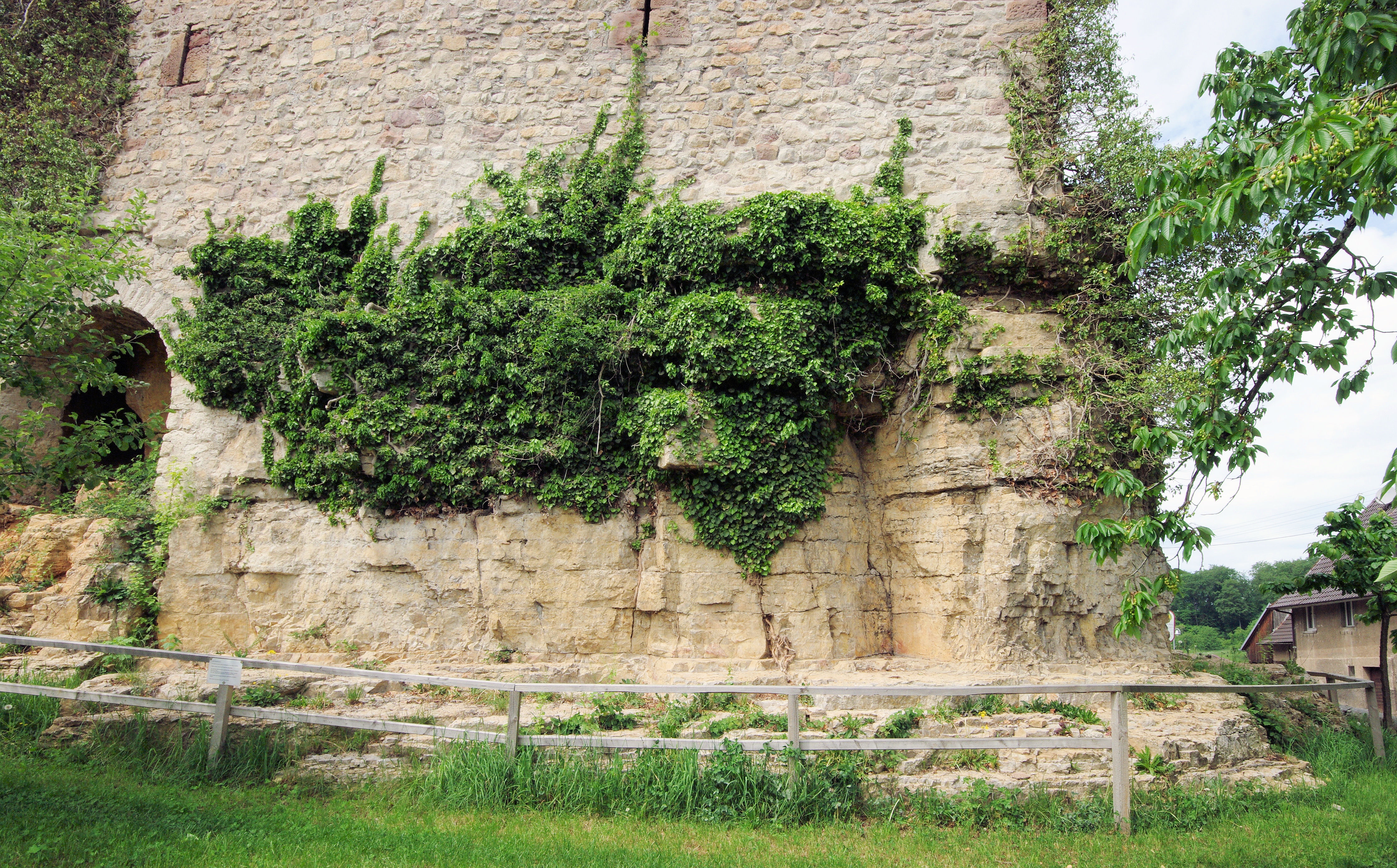
Bild 5: Aufbau der Nordostecke des Palas der Oberburg auf dem Gewachsenen Felsen, der Fels geht unmittelbar in die Burgmauer über
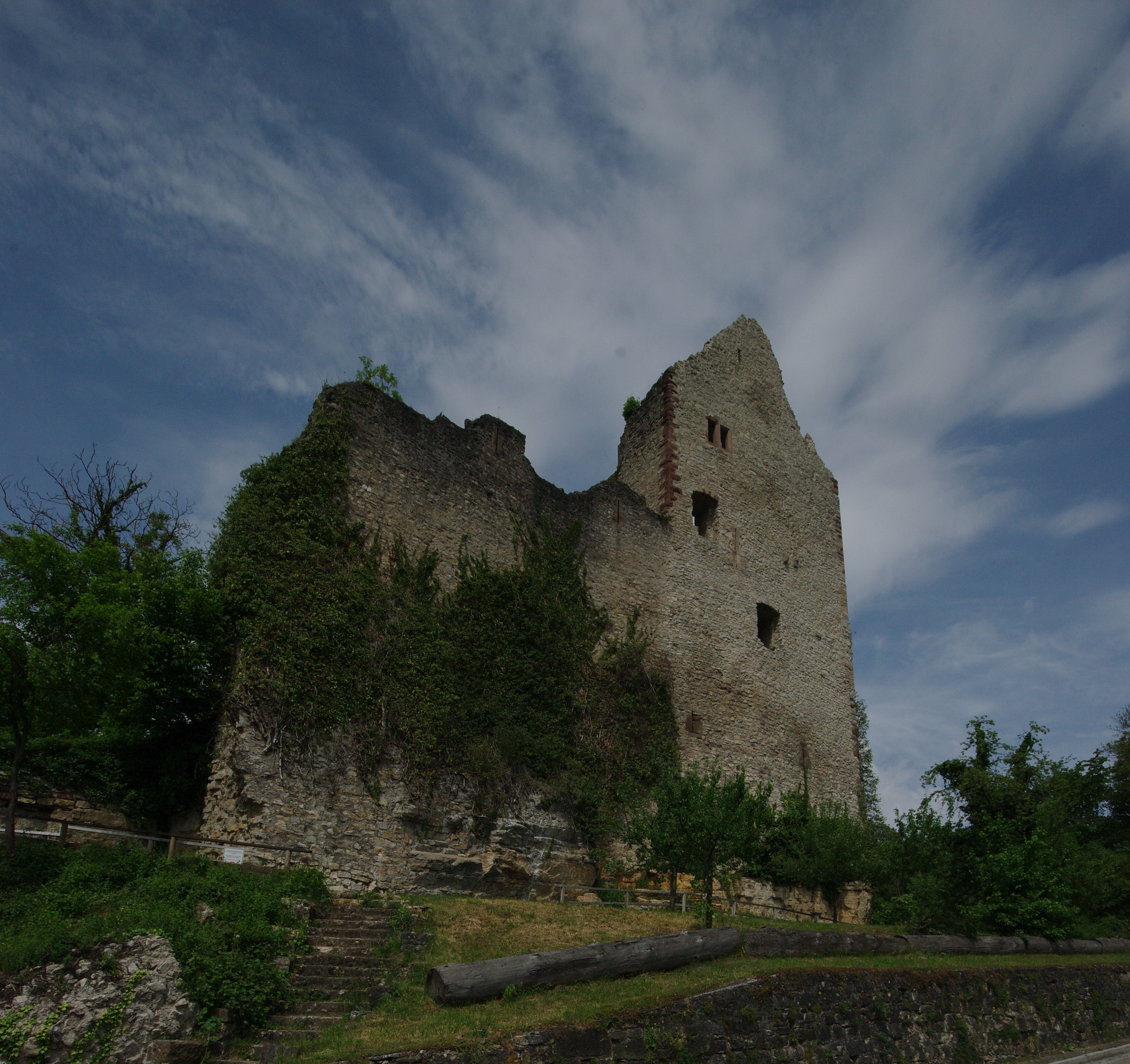
Bild 6: Ansicht der östlichen Giebelmauer des Palas der Oberburg mit Eckquaderung. Links anschließend folgt die hohe Ringmauer
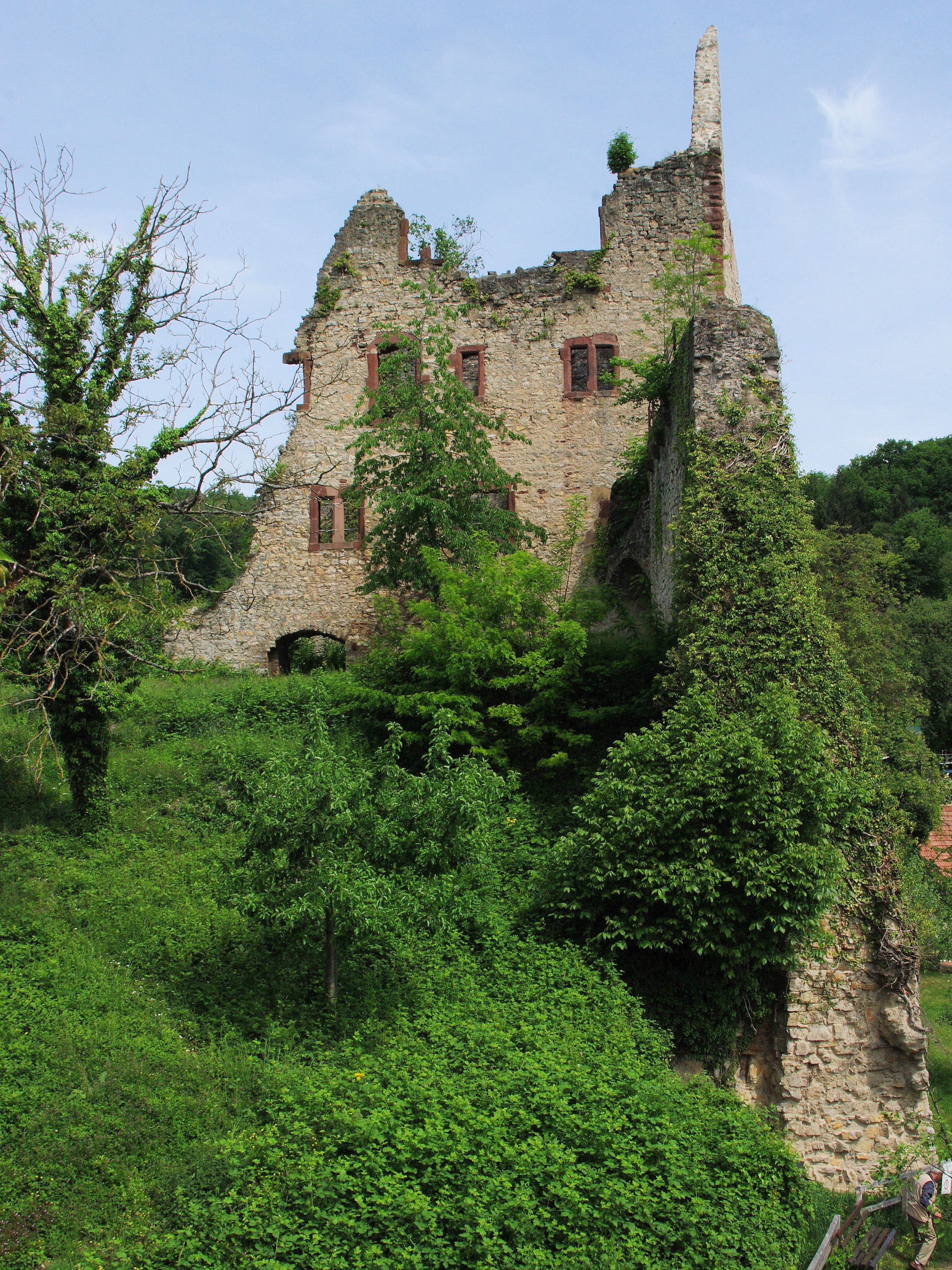
Bild 7: Innenansicht der Südseite des Palas der Oberburg. Im Vordergrund links ein Teil des Burghofes, rechts die östliche Ringmauer
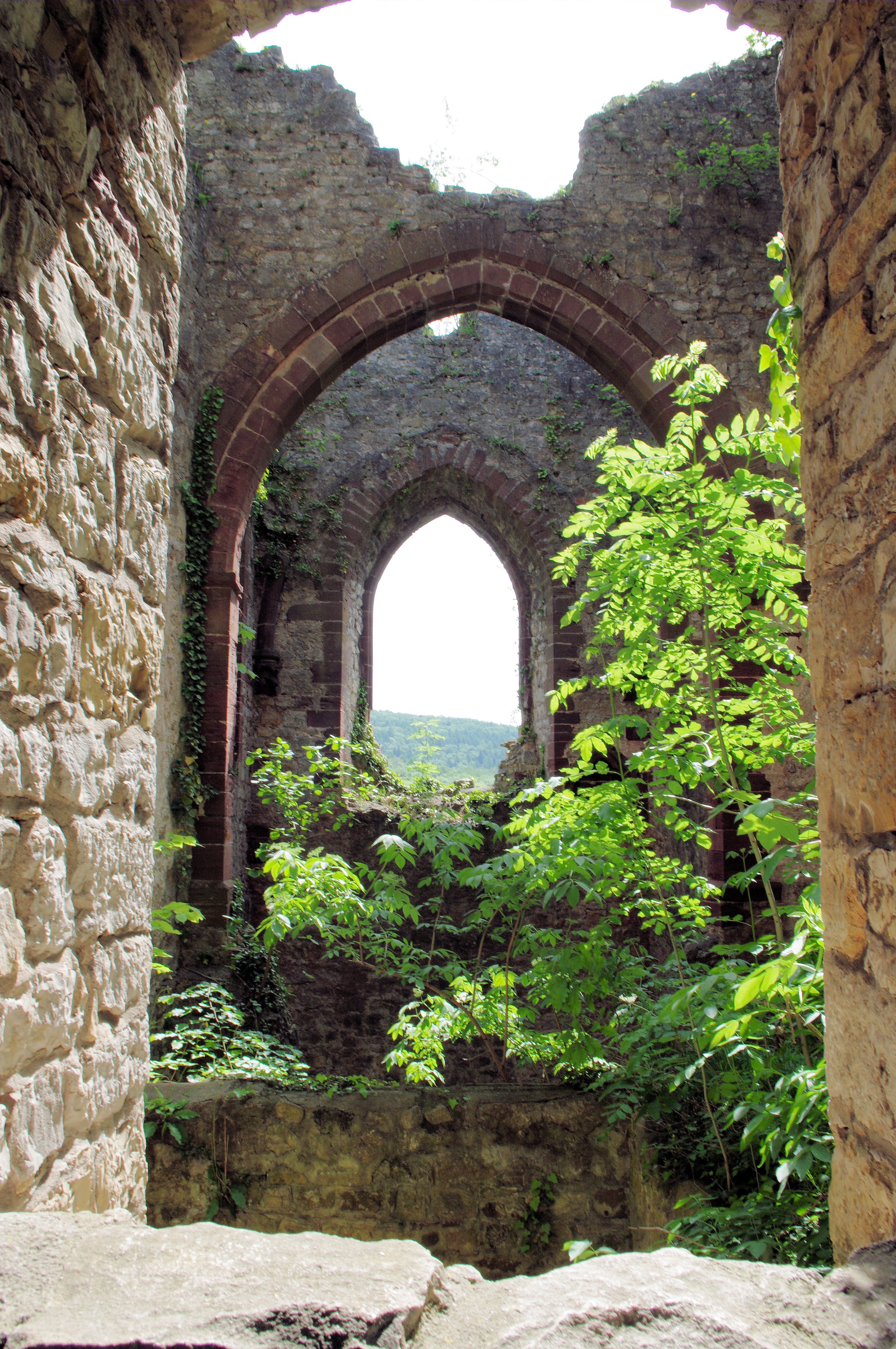
Bild 8: Blick in die Kapelle der Unterburg mit den hohen gotischen Chorbögen und dem im Hintergrund erkennbaren Ansatz des Kreuzrippengewölbes
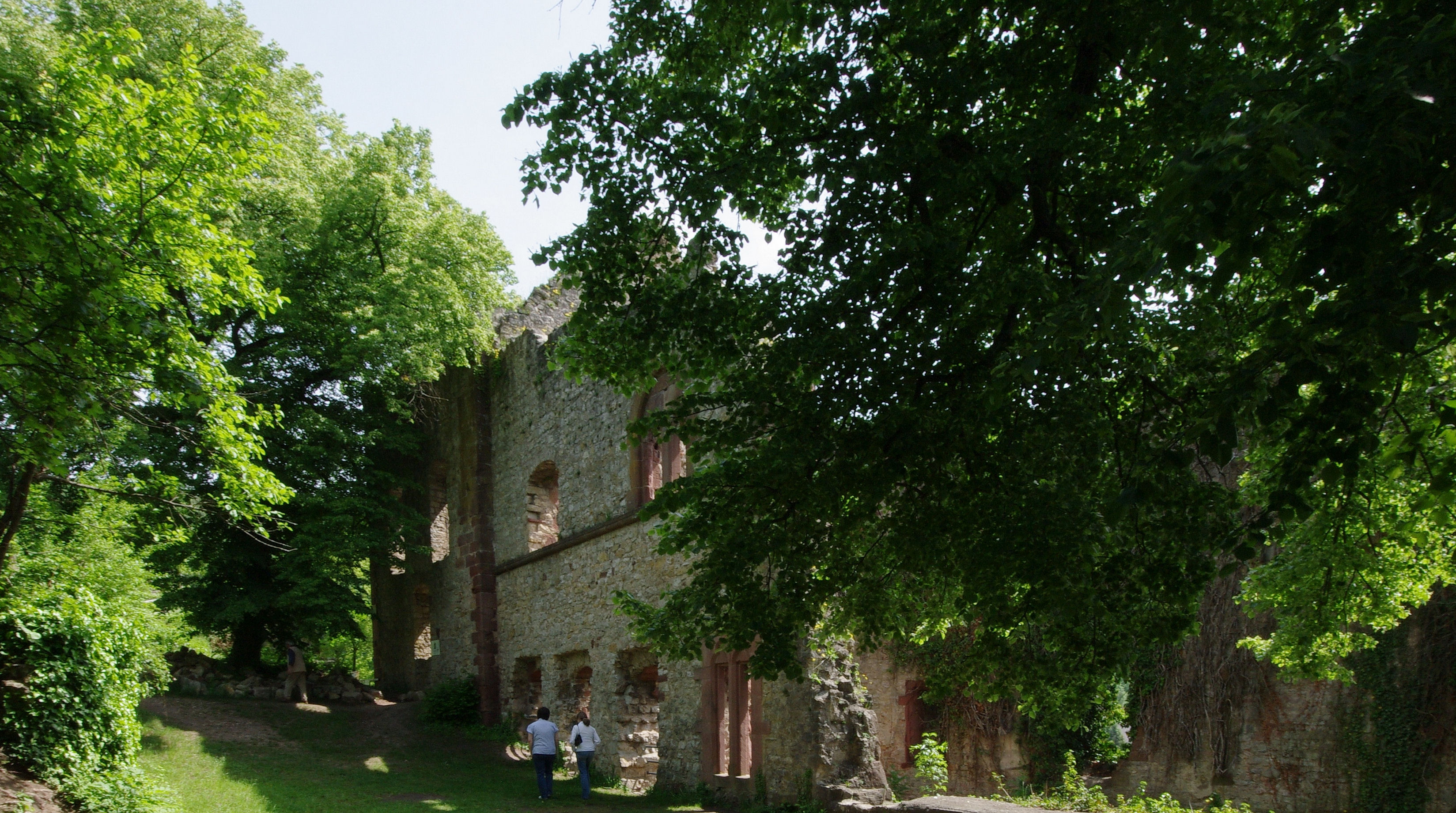
Bild 9: Ansicht des Innenraumes und der Nordwestseite mit dem horizontalen Wulstgesims des Palas der Unterburg. Im Hintergrund schließt sich unmittelbar an den Palas die leicht aus der Mauerflucht vorspringende Burgkapelle an
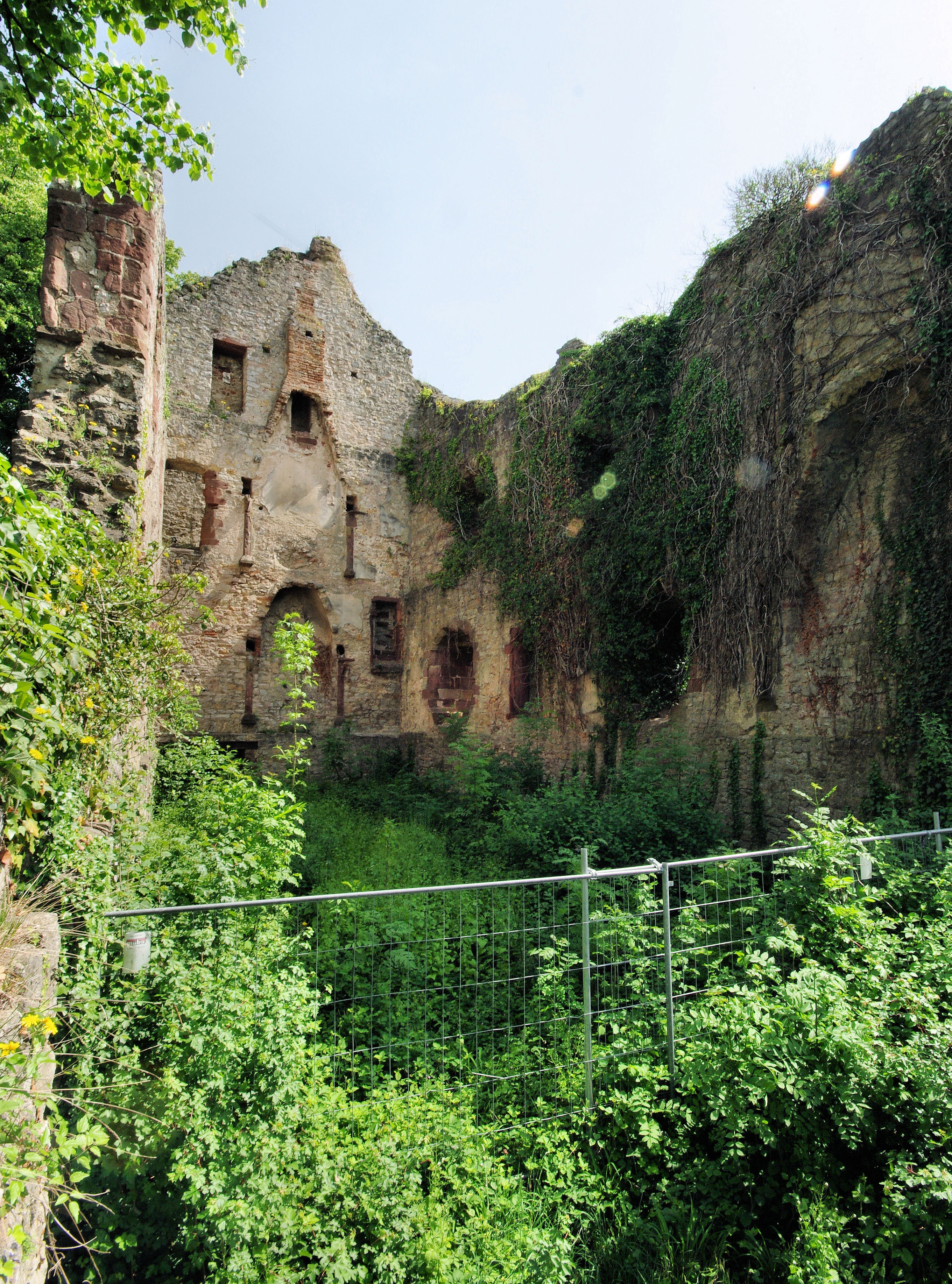
Bild 10: Innenansicht der nordöstlichen Schmalseite mit zwei Kaminen und Durchgang zur Kapelle, und der östlichen, leicht gebogenen Traufseite des Palas der Unterburg
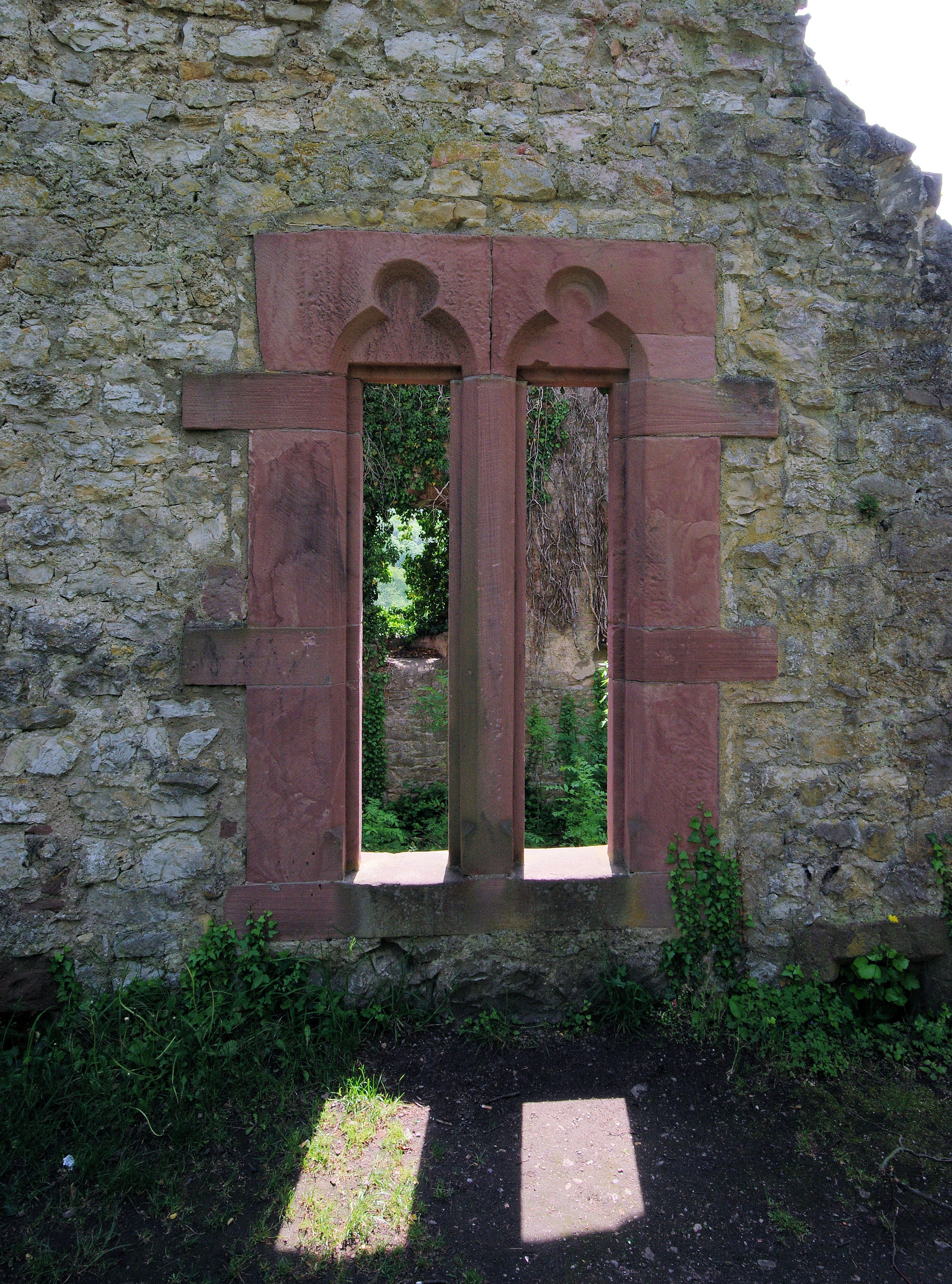
Bild 11: Doppelfenster an der Nordwestseite, der Schauseite des Palas der Unterburg. Die Gewände bestehen aus Buntsandstein
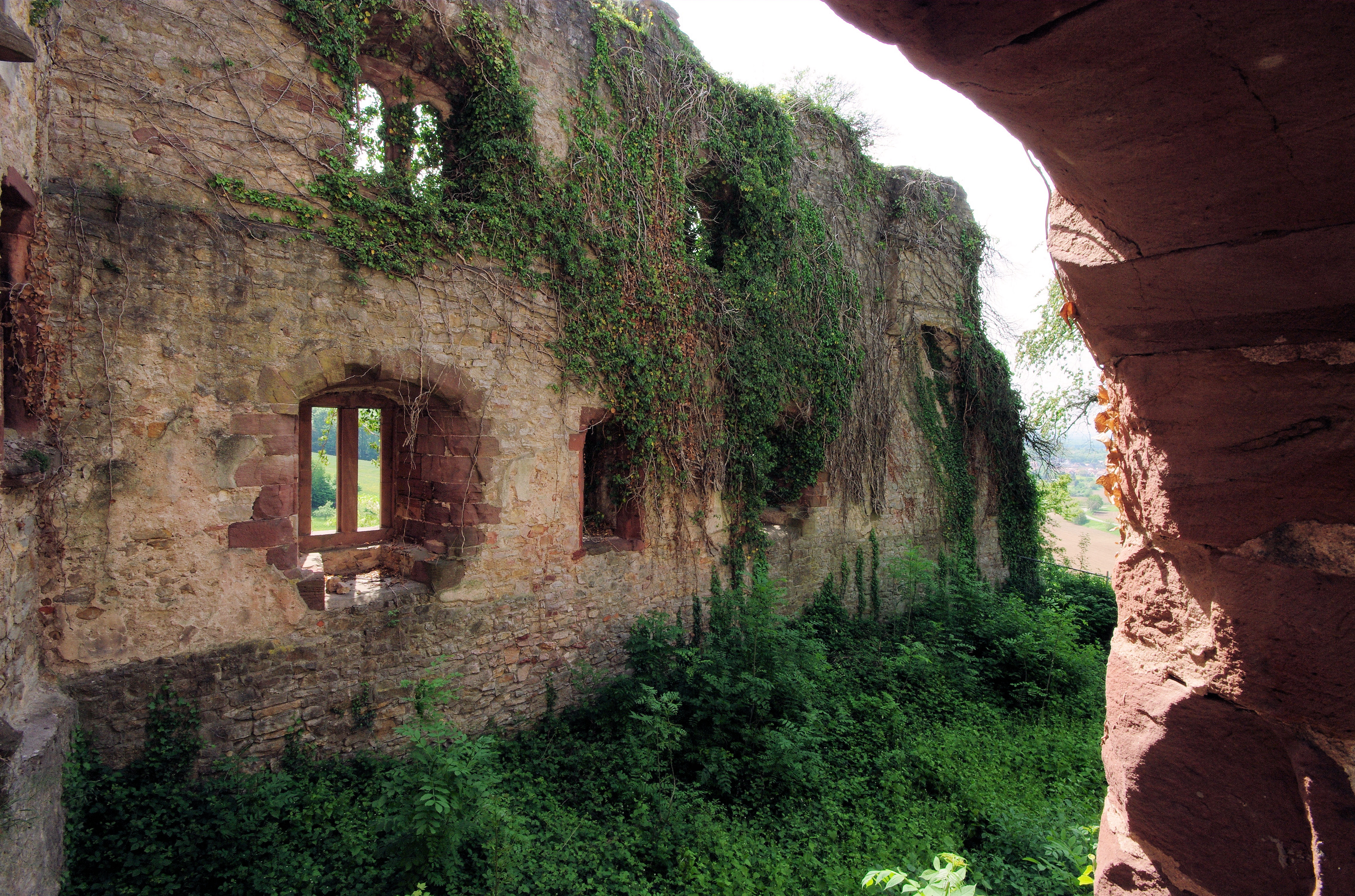
Bild 12: Innenansicht der östlichen, leicht gebogenen Traufseite des Palas der Unterburg
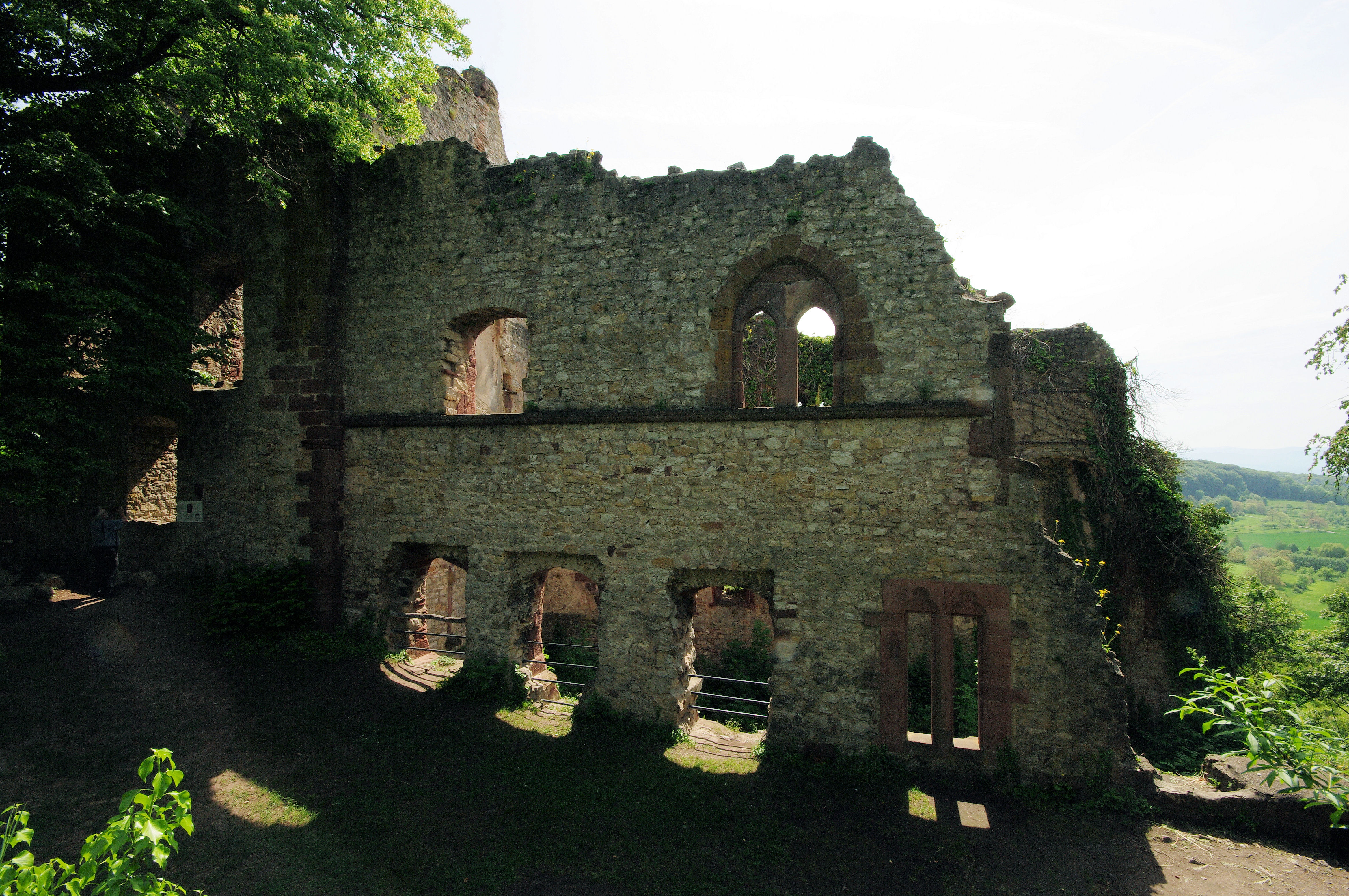
Bild 13: Ansicht der Nordwestseite, der Schauseite des Palas der Unterburg, mit dem horizontalen Wulstgesims und der Befensterung. Links schließt sich unmittelbar an den Palas die leicht aus der Mauerflucht vorspringende Burgkapelle an
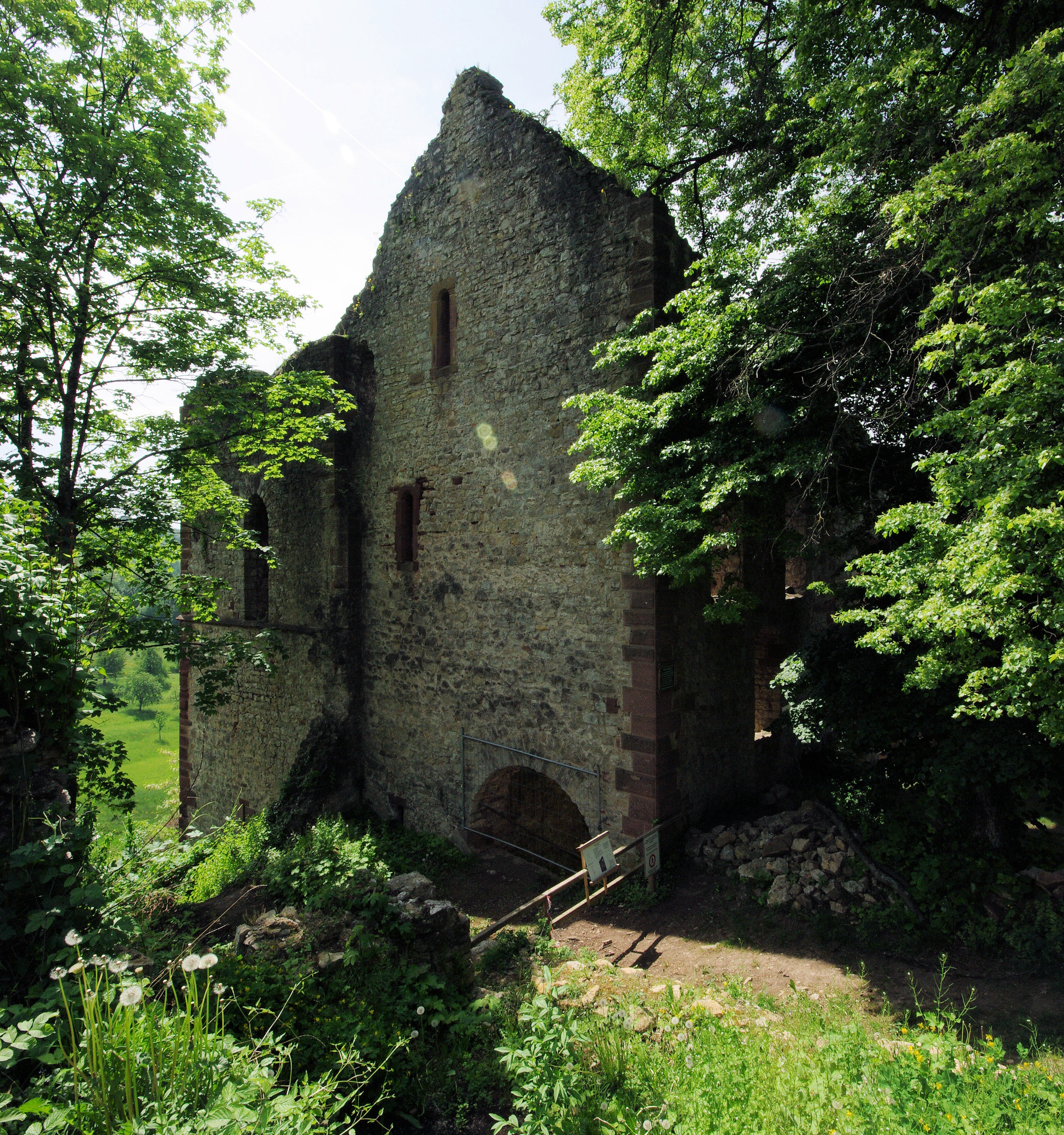
Bild 14: Blick auf die Ostseite der Burgkapelle, mit dem unter der Kapelle zum Kellergeschoss des Palas der Unterburg führenden, hier versperrten Durchgang
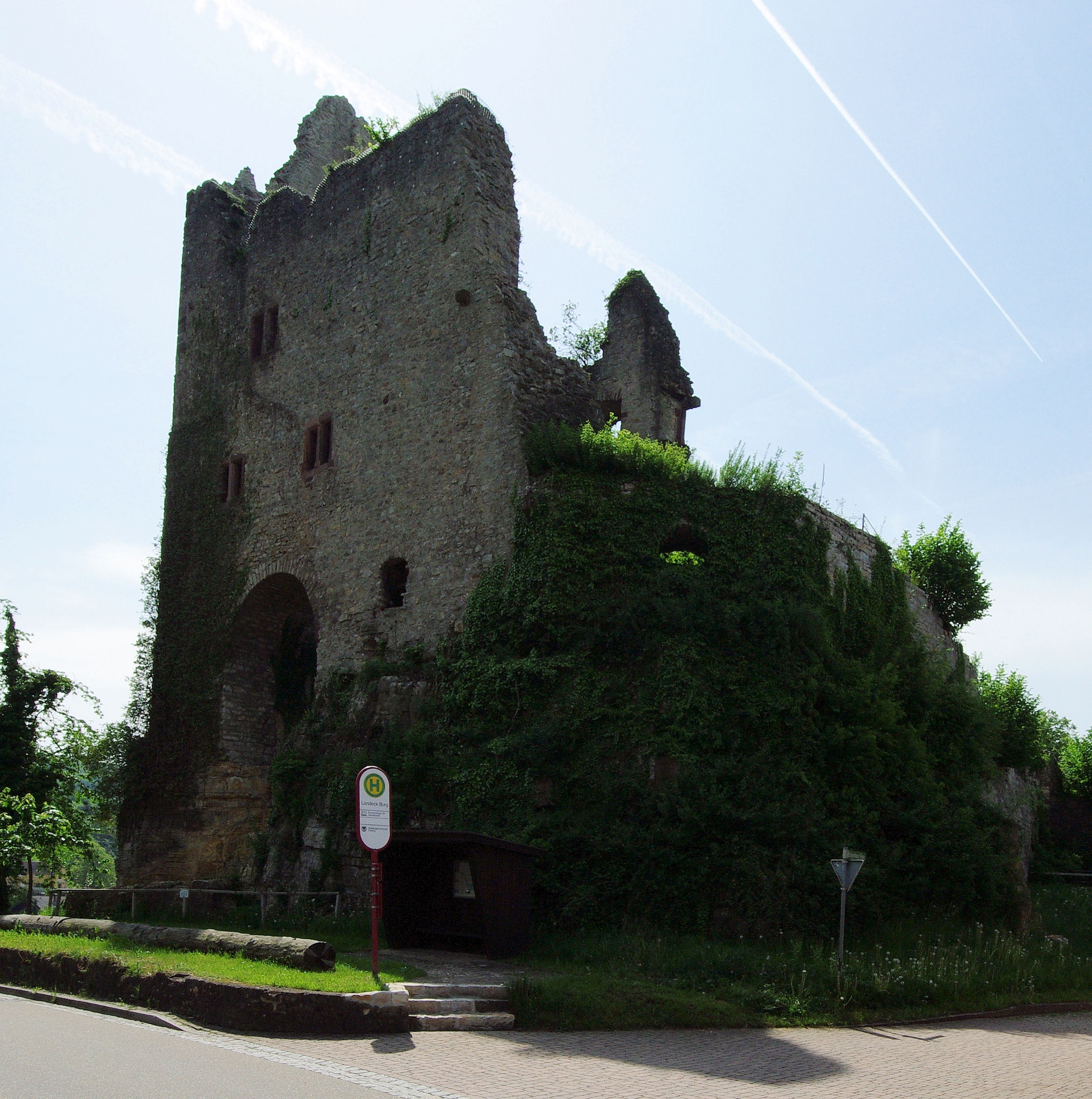
Bild 15: Blick auf die Nord- und die Westseite des Palas der Oberburg